# Willmering
Willmering – miejscowość i gmina w Niemczech, w kraju związkowym Bawaria, w rejencji Górny Palatynat, w regionie Ratyzbona, w powiecie Cham. Leży w Lesie Bawarskim, około 3 km na północ od Cham, przy drodze B22 i linii kolejowej Waldmünchen–Cham.

## Demografia
| Rok  | Liczba mieszk. |
| ---- | -------------- |
| 1970 | 1 193          |
| 1987 | 1 516          |
| 2000 | 2 145          |

## Oświata
(na 1999)

W gminie znajduje się 50 miejsc przedszkolnych (72 dzieci).